# 吉田拓巳
吉田 拓巳（よしだ たくみ、1995年6月29日 - ）は、福岡県出身のクリエイター、VJ、実業家。
株式会社セブンセンス、株式会社nommoc代表取締役社長。
セブンセンスを設立したのは15歳のときであり、日本最年少起業家として知られる。

## 略歴
小学生のころから趣味でコンピューターグラフィック (CG)を作っており、親の知人からの依頼を受けてCGを作成し、お小遣いをもらったりしていた。中学生の頃にCG製作は「遊び」の延長から「仕事」にと変わりつつあったこともあり、会社を作ったら面白いのではないかと考えて、15歳の時に起業する。事業計画や目標はなく、とりあえず会社を作ってみることが目的でもあった。結果的には、「極論すれば手続きのみ」と後に語るくらい起業には問題はなかった。
2012年1月、Webサービス「お年玉.me」をリリースするが、資金決済法違反の疑いが発覚し各方面からの批判が殺到。同年12月、10代のネット疑似選挙サイト「Teens Opinion」リリース。
2018年4月、株式会社nommocを創業。同年5月に移動を無料化する新サービス「nommoc(ノモック)」の開発の着手を発表した。5月12日に株式投資型クラウドファンディングでの5000万円の資金調達が、開始から4分30秒という過去最速で完了。目標の下限の1600万円は52秒だった。2019年9月 無料の移動サービス「nommoc(ノモック)」のサービス開始。なお、nomocはマスコミからは「無料タクシー」と呼ばれることが多いが、吉田および企業としては「無料で移動しながら気になる広告を見て情報を得るサービス」の認識である。

## 作品

### VJ・演出
- RedBull
  - 「Red Bull DODLE ART JAPAN」（2011年11月11日 - 北九州大学 北方キャンパス）
  - 「Red Bull DODLE ART JAPAN」（2011年11月19日 - 九州大学 伊都キャンパス）
  - 「Red Bull NIGHR SPORTS」（2011年11月19日 - SKALA ESPASIO）
- MINMI
  - 「FREEDOM aozora 2013 淡路島」（2013年8月31日-9月1日 - 国営明石海峡公園）
  - 「FREEDOM aozora 2013 九州」（2013年9月7日 - 生目の杜運動）
  - 「関西 COLECTION2013 A/W」（2013年9月21日 - 京セラドーム大阪）
  - 「MINMI LIVE TOUR 2013 "Ribbon" ～僕らの空にリボンをかけて～」（2013年11月16日 - 12月31日）
- DEEP「DEEP COUNTDOWN LIVE 2015～2016」（2015年12月31日 - 2016年1月1日 - オリンパスホール八王子）
- ULTRA JAPAN
  - 2016（2016年9月17日 - 9月19日 - お台場）
  - 2017（2017年9月16日 - 9月18日 - お台場）
  - 2018（2018年9月15日 - 9月17日 - お台場）
- ドムトールン3Dプロジェクションマッピング（2016年12月29日 - 2017年1月8日 - ハウステンボス）
- 黒木啓司プロデュース THE NINE WORLDS presents 九楽舞 博多座（2017年3月31日 - 4月2日 - 博多座）
- 未来型花火エンターテインメントSTAR ISLAND
  - 2017（2017年5月27日 - お台場海浜公園）
  - 2018（2018年5月26日 - お台場海浜公園）
- 柴咲コウ「ART THE KO」（2018年9月1日 - 10月18日）

## 受賞歴
- 2014年 日本広告業協会主催 日本広告業協会広告大賞。（「10代のネット疑似選挙サイト Teens Opinion」）
- 2015年10月 日本メンズファッション協会主催 ベストデビュタントオブザイヤー クリエイター部門
- 2019年9月 SOCIAL INNOVATION WEEK SHIBUYA実行委員会主催 SHIBUYA SOCIAL ACTION AWARD
- 2020年3月 文化庁メディア芸術祭実行委員会主催 文化庁メディア芸術祭 第23回 エンターテインメント部門 ソーシャル・インパクト賞

## 出演

### ラジオ
- VJ TKMi DIGITAL NATIVE MEERING[7]（2013年4月 - 2015年3月エフエム福岡）- 初のレギュラー番組